# Teste de gravidez

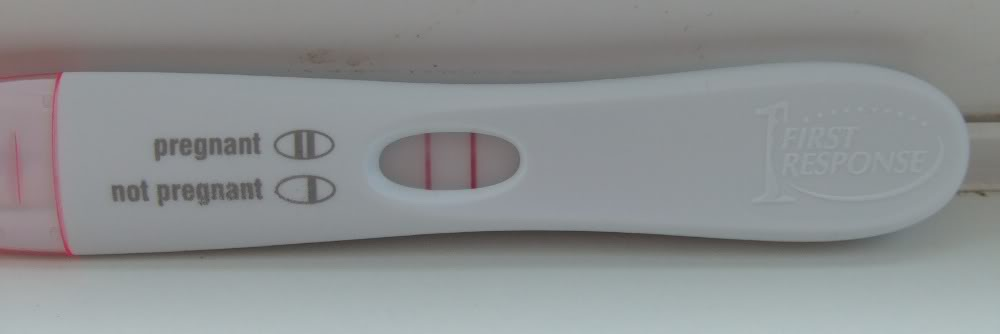
Um teste de gravidez hormonal moderno, mostrando um resultado positivo

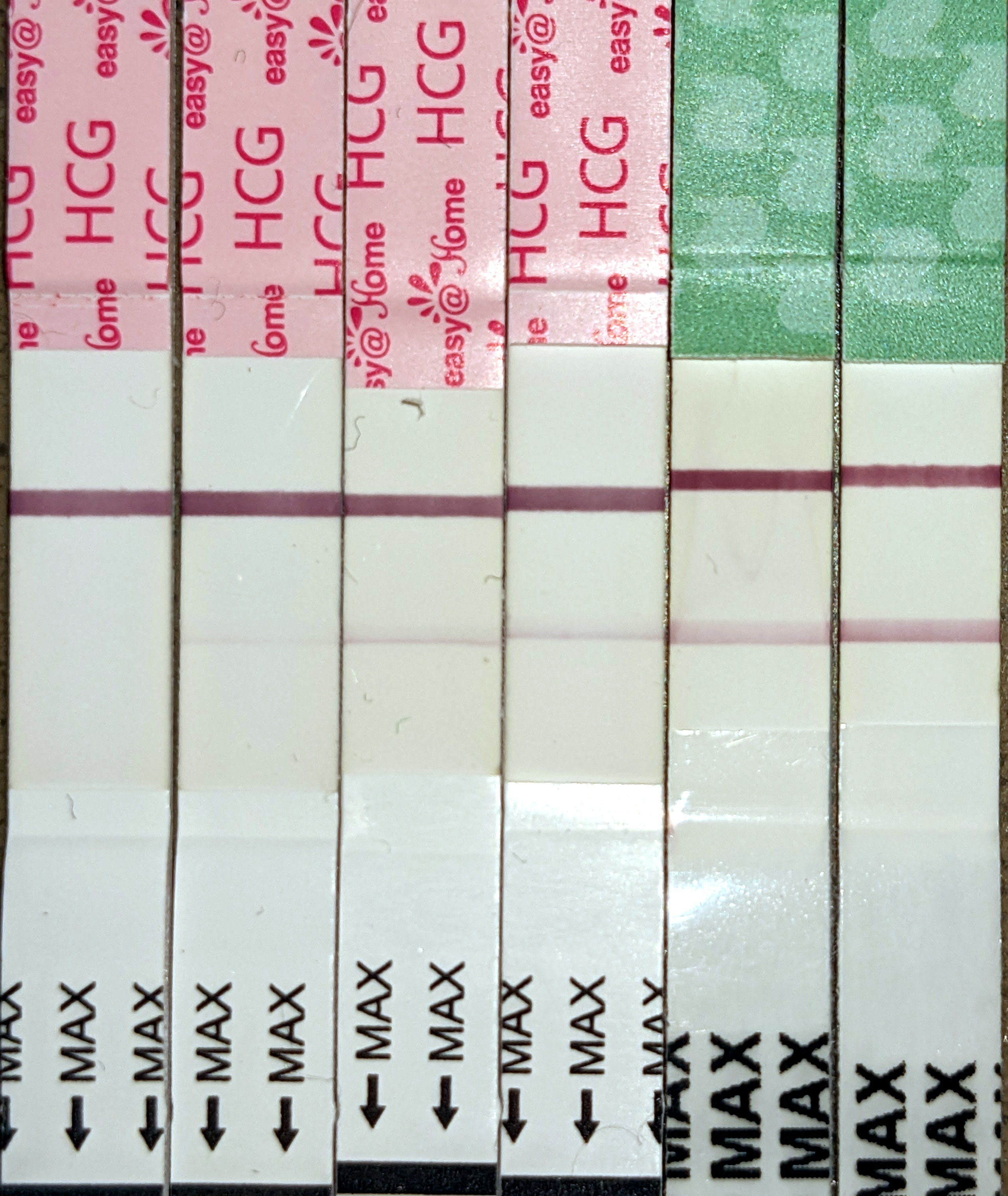
Uma série de tiras de teste de gravidez, coletadas uma por dia no início de uma gestação

Um teste de gravidez é usado para determinar se uma mulher está grávida ou não. Os dois métodos principais são a testagem do hormônio da gravidez (gonadotrofina coriônica humana (hCG)) no sangue ou na urina, utilizando um kit de teste de gravidez, e a realização de exame por ultrassonografia. Testes de sangue para hCG permitem a detecção mais precoce da gravidez. Quase todas as mulheres grávidas terão um teste de urina positivo uma semana após o primeiro dia de atraso da menstruação.

## Tipos

### Gonadotrofina coriônica humana (hCG)

Esta imagem mostra como o hormônio hCG, produzido pelas placentas de mulheres grávidas, é detectado em testes de gravidez de urina para indicar um resultado positivo.

Identificada no início do século XX, a gonadotrofina coriônica humana (hCG) é um hormônio glicoproteico que aumenta rapidamente nas primeiras semanas da gestação, atingindo geralmente o pico entre 8 e 10 semanas de idade gestacional. O hCG é produzido pelo que se tornará a placenta. A testagem pode ser feita por meio de amostra de sangue (soro) — geralmente em ambiente médico — ou com urina, que pode ser realizada em laboratório ou em casa. Os ensaios usados para detectar a presença de hCG no sangue ou na urina são, em geral, confiáveis e baratos. A secreção do hCG pode ocorrer já seis dias após a ovulação, em média entre 8 e 10 dias após a ovulação; este é o período mais precoce em que o hCG pode ser detectado no sangue. A concentração de hCG no sangue é mais alta que na urina; portanto, um exame de sangue pode ser positivo mesmo quando o de urina ainda é negativo.
Testes qualitativos (resultados sim/não ou positivo/negativo) verificam a presença da subunidade beta da gonadotrofina coriônica humana no sangue ou na urina. Para um teste qualitativo, os limites para um resultado positivo são geralmente determinados por um valor de corte de hCG no qual pelo menos 95% das mulheres grávidas teriam um resultado positivo no dia do primeiro atraso menstrual. Testes qualitativos de urina variam em sensibilidade. Testes de alta sensibilidade são mais comuns e geralmente detectam níveis de hCG entre 20 e 50 miliunidades internacionais/mL (mUI/mL). Testes de baixa sensibilidade detectam níveis de hCG entre 1500 e 2000 mUI/mL e têm aplicações clínicas específicas, como a confirmação do sucesso de um aborto medicamentoso. Testes qualitativos de urina disponíveis para uso doméstico são normalmente projetados como teste de fluxo lateral.
Testes quantitativos medem a quantidade exata de hCG na amostra. Testes de sangue podem detectar níveis de hCG tão baixos quanto 1 mUI/mL, e, em geral, médicos consideram positivo um teste a partir de 5 mUI/mL.
|                      | Teste de gravidez de urina | Teste de gravidez de sangue                                                                                    |
| -------------------- | --- | --- |
| Limiares de detecção | Alta sensibilidade: Teste qualitativo: 20 a 50 mUI/mL, dependendo do teste Baixa sensibilidade: Teste qualitativo: 1500–2000 mUI/mL, dependendo do teste | Teste qualitativo: 5 a 10 mUI/mL, dependendo do teste Teste quantitativo: 1 a 2 mUI/mL em teste ultrassensível |

Existe um teste de gravidez de urina multinível (MLPT) que mede os níveis de hCG de forma semiquantitativa. Os níveis de hCG são medidos em <25, 25 a 99, 100 a 499, 500 a 1999, 2000 a 9999 e >10.000 mUI/mL. Esse teste tem utilidade para determinar o sucesso de um aborto medicamentoso.

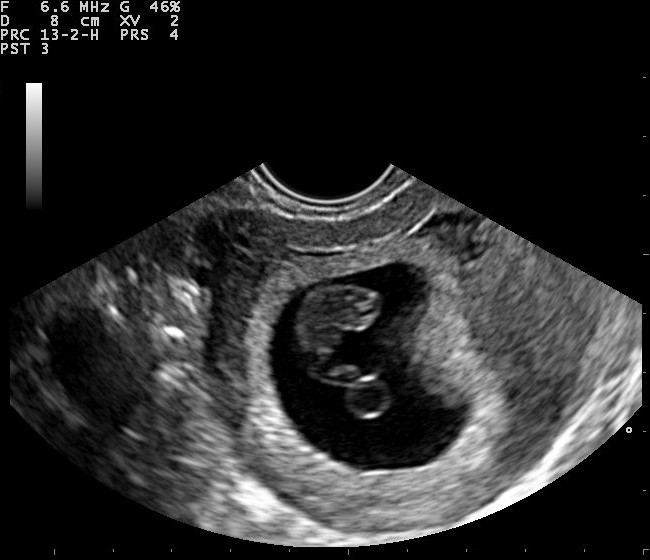
Gravidez intrauterina única, primeiro trimestre. O saco gestacional é visível (estrutura preta na ultrassonografia), contendo o polo fetal e o saco vitelino (estrutura circular abaixo do polo fetal).

### Ultrassom
A Ultrassonografia obstétrica também pode ser usada para detectar e diagnosticar a gravidez. É muito comum um teste de urina domiciliar positivo antes de uma ultrassonografia. Podem ser usadas tanto a abdominal quanto a vaginal, mas a vaginal permite uma visualização mais precoce da gestação. Com a ultrassonografia obstétrica, o saco gestacional (coleção intrauterina de líquido) pode ser visualizado entre 4,5 e 5 semanas de gestação, o saco vitelino entre 5 e 6 semanas e o polo fetal entre 5,5 e 6 semanas. O ultrassom é usado para diagnosticar gestação múltipla, o que não pode ser feito apenas pela presença de hCG na urina ou no sangue. A determinação da idade gestacional do embrião/feto é outro benefício do ultrassom em comparação aos testes de hCG.

## Precisão

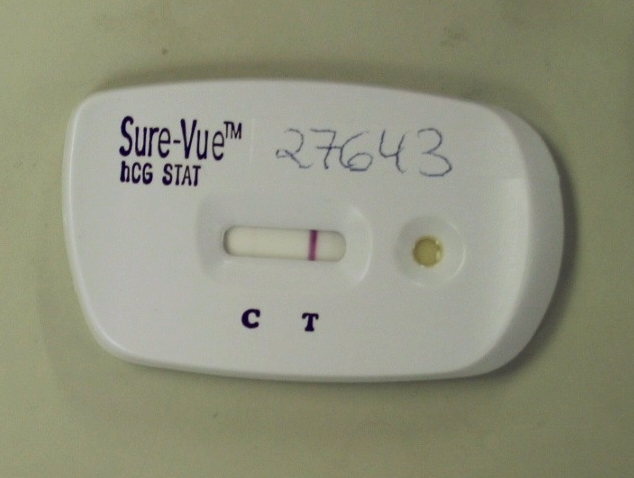
A linha de controle deste teste de gravidez está ausente, tornando o teste inválido.

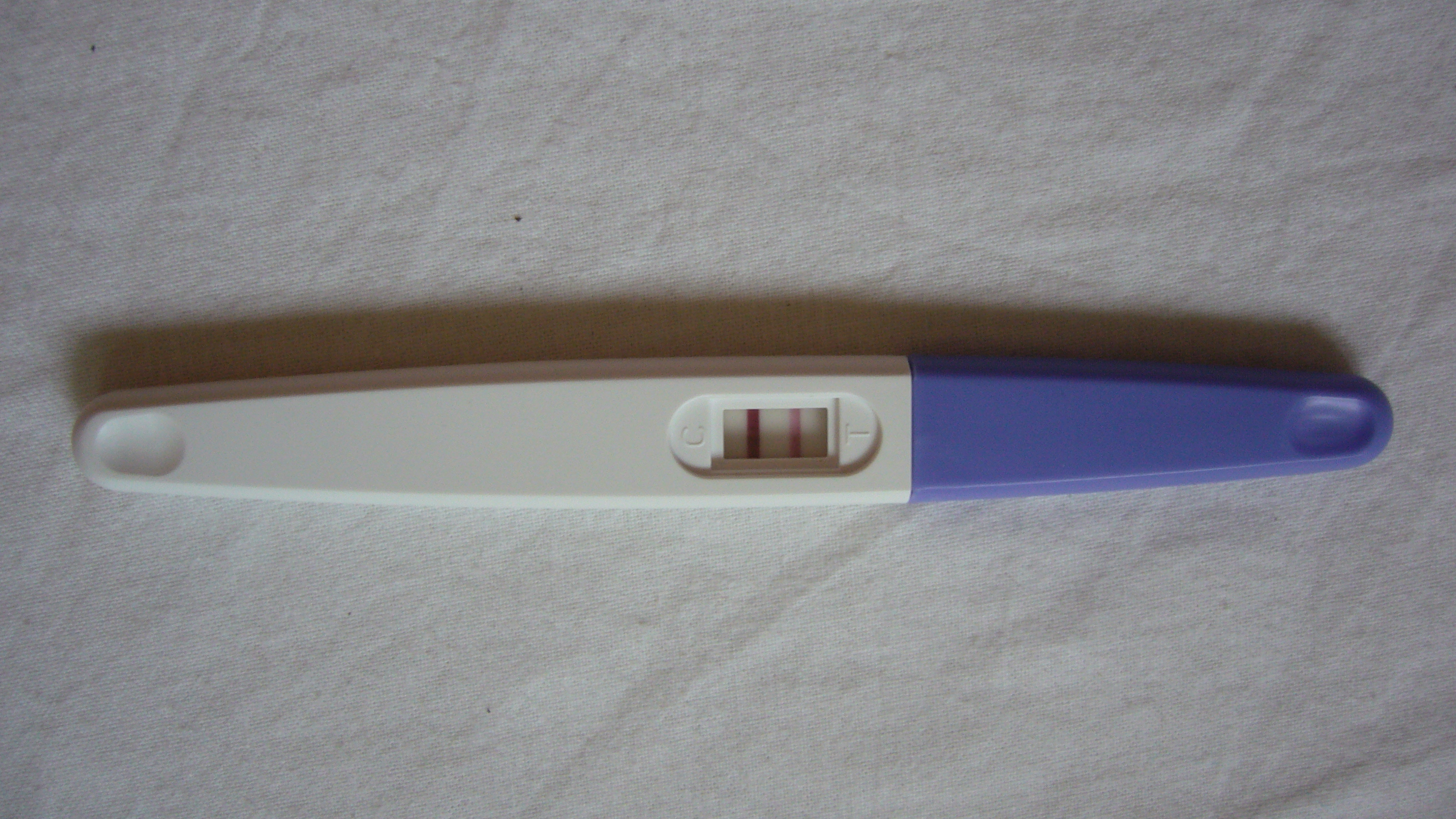
A linha de controle à esquerda deste teste está visível, sugerindo que o resultado é válido. Uma linha roxa clara apareceu à direita (linha de teste), indicando que o sujeito está grávido.

Uma revisão sistemática publicada em 1998 mostrou que kits de teste de gravidez caseiros, quando usados por técnicos experientes, são quase tão precisos quanto testes laboratoriais profissionais (97,4%). Quando usados por consumidores, porém, a precisão caiu para 75%: os autores observaram que muitos usuários interpretaram mal ou não seguiram corretamente as instruções dos kits.

### Falso positivo
Resultados falso positivo em testes de gravidez são raros, mas podem ocorrer por várias razões, incluindo:
- erro do usuário ao realizar ou interpretar o teste,
- gravidez bioquímica (perda gestacional antes de sinais detectáveis no ultrassom, geralmente logo após a implantação),
- e produção de hCG em mulheres não grávidas (isto é, secreção devido a tumor ou pela hipófise, algumas doenças do fígado, cânceres, incluindo coriocarcinoma e outros tumores de células germinativas, deficiência de IgA, anticorpos heterófilos, enterocistoplastias, doença trofoblástica gestacional e neoplasia trofoblástica gestacional).[18][3]
- contaminação bacteriana e sangue na urina[19]

Linhas espúrias de evaporação podem aparecer em muitos testes de gravidez caseiros se forem lidos após a janela de 3–5 minutos recomendada, independentemente de uma gravidez real. Falsos positivos também podem ocorrer em testes utilizados após a data de validade.

#### Devido ao uso de medicamentos
Testes de urina podem dar falsos positivos em pessoas que usam os medicamentos: clorpromazina, prometazina, fenotiazinas, metadona, aspirina, carbamazepina e fármacos que elevam o pH urinário.

### Falso negativo
Leituras falso negativo podem ocorrer quando o teste é feito cedo demais. Os níveis de hCG aumentam rapidamente no início da gestação e a chance de resultado falso negativo diminui com o tempo (aumentando a idade gestacional). Testes de urina menos sensíveis e exames sanguíneos qualitativos podem não detectar a gravidez até três ou quatro dias após a implantação. A menstruação ocorre, em média, 14 dias após a ovulação, então a probabilidade de um falso negativo é baixa quando o ciclo já está atrasado. Entretanto, a ovulação pode não ocorrer em um tempo previsível do ciclo menstrual. Diversos fatores podem causar uma ovulação inesperadamente precoce ou tardia, mesmo em mulheres com histórico de ciclos regulares. Profissionais de saúde muitas vezes têm dificuldade em “descartar” gravidez antes de realizar procedimentos ou exames que não podem ser feitos em gestantes, já que o teste de urina só pode ser confiável alguns dias depois.
Mais raramente, resultados falso negativos também podem ocorrer devido ao chamado efeito gancho, em que uma amostra com níveis muito altos de hCG é testada sem diluição, produzindo um resultado inválido.

## Outros usos
Testes de gravidez podem ser usados para prever se uma gravidez provavelmente continuará ou será anormal. Aborto espontâneo, ou perda gestacional, é comum no início da gestação. Testes sanguíneos quantitativos seriados podem ser realizados, geralmente com 48 horas de intervalo, e interpretados com base no conhecimento de que a hCG em uma gravidez viável e normal aumenta rapidamente no início da gestação. Por exemplo, para um nível inicial de hCG de 1.500 mUI/ml ou menos, a hCG de uma gravidez normal em continuidade aumentará pelo menos 49% em 48 horas. No entanto, para gestações com nível inicial de hCG mais alto, entre 1.500 e 3.000 mUI/ml, a hCG deve subir pelo menos 40%; para um nível inicial de hCG maior que 3.000 mUI/ml, a hCG deve aumentar pelo menos 33%. A não elevação nesses mínimos pode indicar que a gravidez não é normal, seja como uma gestação intrauterina fracassada ou uma possível Gravidez ectópica.
A ultrassonografia também é uma ferramenta comum para determinar a viabilidade e a localização de uma gravidez. Ultrassonografias seriadas podem ser usadas para identificar gestações inviáveis, já que gestações que não crescem em tamanho ou não apresentam achados estruturais esperados em exames repetidos ao longo de 1 a 2 semanas podem ser identificadas como anormais. Ocasionalmente, uma única ultrassonografia pode ser usada para identificar uma gravidez como inviável; por exemplo, um embrião maior que um determinado tamanho, mas sem batimento cardíaco visível, pode ser determinado com segurança como não viável sem necessidade de ultrassonografia de acompanhamento para confirmação.

## Pesquisa
Pesquisas identificaram pelo menos um outro possível marcador que pode aparecer mais cedo e exclusivamente durante a gravidez. Por exemplo, o Fator de gravidez precoce (EPF) pode ser detectado no sangue dentro de 48 horas após a fecundação, em vez de após a implantação. No entanto, seu uso confiável como teste de gravidez permanece incerto, já que estudos mostraram sua presença em situações fisiológicas além da gravidez, e sua aplicação em humanos continua limitada.

## História

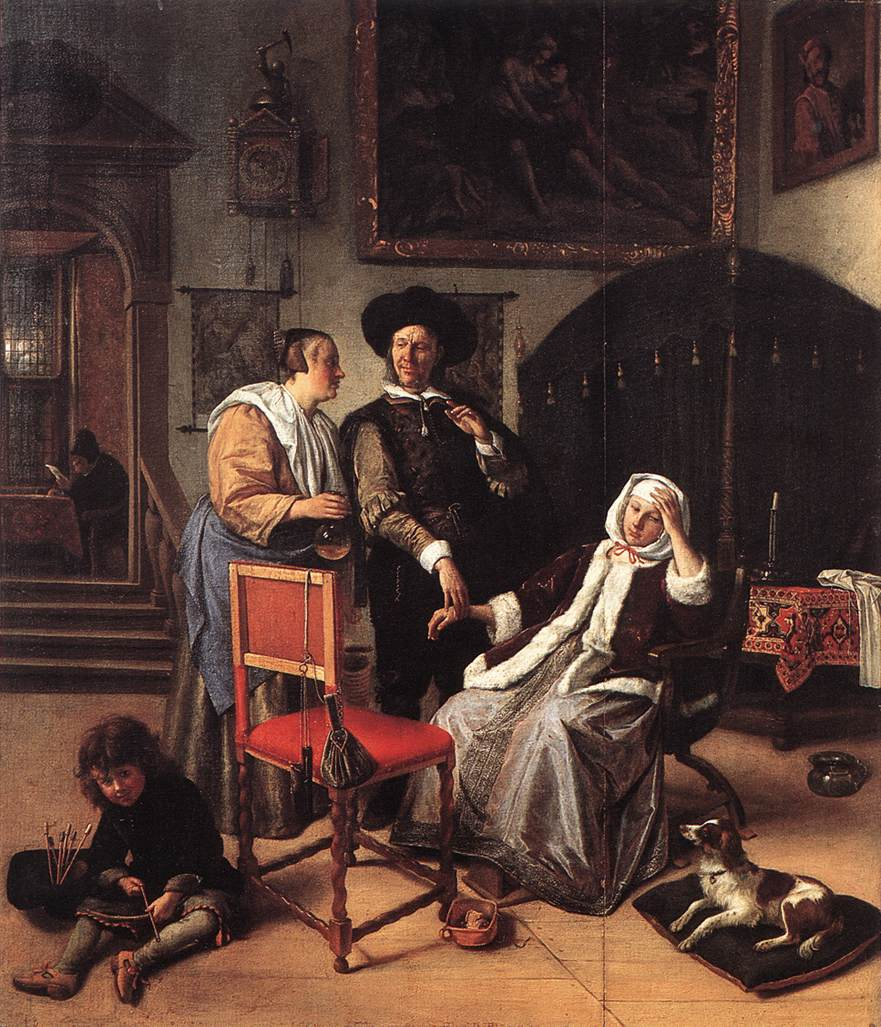
A Visita do Médico de Jan Steen. Incluída nesta pintura do século XVII está a representação de um teste de gravidez duvidoso: uma fita mergulhada na urina da paciente e depois queimada.

Registros de tentativas de testes de gravidez foram encontrados já nas culturas da Grécia antiga e do Egito Antigo. Os egípcios antigos regavam sacos de trigo e cevada com a urina de uma possível gestante. A germinação indicava gravidez. O tipo de grão que brotava era interpretado como indicador do sexo do feto. Hipócrates sugeriu que uma mulher que tivesse perdido a menstruação deveria beber uma solução de mel em água antes de dormir: a distensão abdominal e cólicas resultantes indicariam a presença de gravidez. Avicena e muitos médicos depois dele, na Idade Média, realizavam uroscopia, um método não científico para avaliar a urina.
Selmar Aschheim e Bernhard Zondek introduziram testes baseados na presença do hCG em 1928. Estudos iniciais de hCG haviam concluído que era produzido pela glândula pituitária. Na década de 1930, a médica Georgeanna Jones descobriu que a hCG era produzida não pela hipófise, mas pela placenta. Essa descoberta foi importante para confiar na hCG como marcador precoce de gravidez. No teste de Aschheim e Zondek, uma fêmea jovem de camundongo era injetada subcutaneamente com urina da mulher a ser testada, e depois sacrificada e dissecada. A presença de ovulação indicava que a urina continha hCG e significava que a mulher estava grávida. Um teste semelhante foi desenvolvido usando coelhos jovens.
No início da década de 1930, Hillel Shapiro e Harry Zwarenstein, pesquisadores da Universidade da Cidade do Cabo, descobriram que, se a urina de uma gestante fosse injetada na rã sul-africana Xenopus e a rã ovulasse, isso indicava que a mulher estava grávida. Esse teste, conhecido como Teste da rã, foi usado em todo o mundo entre as décadas de 1930 e 1960, com rãs Xenopus sendo exportadas em grande número. O orientador de Shapiro, Lancelot Hogben, afirmou ter desenvolvido o teste de gravidez, mas isso foi refutado por Shapiro e Zwarenstein em carta ao British Medical Journal. Um artigo posterior, de autoria independente, concedeu a Hogben o crédito pelo princípio do uso de Xenopus para determinar níveis de gonadotrofina na urina de uma gestante, mas não por sua utilização como teste funcional de gravidez.
Testes hormonais de gravidez como Primodos e Duogynon foram usados nas décadas de 1960 e 1970 no Reino Unido e na Alemanha. Esses testes envolviam a ingestão de uma dose de hormônios e a observação da resposta alguns dias depois. Uma mulher grávida não reagia, pois já produzia os hormônios da gestação; uma mulher não grávida respondia à ausência do hormônio iniciando um novo ciclo menstrual. Embora o teste fosse considerado preciso, avanços científicos o substituíram por técnicas mais simples.
Testes imunológicos de gravidez foram introduzidos em 1960, quando Wide e Gemzell apresentaram um teste baseado na inibição de hemaglutinação in vitro. Este foi o primeiro passo para longe dos testes in vivo de gravidez e iniciaram uma série de melhorias nos testes de gravidez, levando aos testes caseiros contemporâneos. A medição direta de antígenos, como a hCG, tornou-se possível após a invenção do radioimunoensaio em 1959. Radioimunoensaios exigem equipamentos sofisticados, precauções especiais com radiação e são caros.
A Organon International obteve a primeira patente de um teste de gravidez caseiro em 1969, dois anos depois de a designer Margaret Crane notar que o procedimento de laboratório era relativamente simples e criar um protótipo. O produto ficou disponível no Canadá em 1971 e nos Estados Unidos em 1977, após atrasos causados por preocupações com moralidade sexual e com a capacidade de mulheres potencialmente grávidas de realizar o teste e lidar com os resultados sem um médico.
Outro kit de teste de gravidez caseiro foi baseado no trabalho de Judith Vaitukaitis e Glenn Braunstein, que desenvolveram um ensaio sensível de hCG no Instituto Nacional de Saúde dos Estados Unidos. Esse teste chegou ao mercado em 1978.
Na década de 1970, a descoberta dos anticorpos monoclonais levou ao desenvolvimento de imunoensaios relativamente simples e baratos, como testes baseados em inibição por aglutinação e ELISA sanduíche, usados em testes caseiros modernos de gravidez. Os testes agora são tão baratos que podem ser produzidos em massa e usados até em publicidade.